# Пироксикам
Пироксикам — лекарственное средство, нестероидный противовоспалительный препарат из группы оксикамов. Как и другие НПВП, неселективно ингибирует фермент циклооксигеназу. Препарат хорошо зарекомендовал себя в лечении ревматоидного артрита, остеоартрита и других заболеваний опорно-двигательной системы человека, также используется при дисменорее и для купирования послеоперационных болей. Длительный период полувыведения позволяет применять препарат один раз в день.